# Burckella richii
Burckella richii är en tvåhjärtbladig växtart som först beskrevs av Asa Gray, och fick sitt nu gällande namn av Herman Johannes Lam. Burckella richii ingår i släktet Burckella och familjen Sapotaceae. Inga underarter finns listade i Catalogue of Life.